# Katolsk Orientering
Katolsk Orientering udgives af Det katolske bispedømme i Danmark som et blad, der regelmæssigt og vederlagsfrit skulle tilsendes alle katolske husstande i Danmark. Bortfaldet af portostøtte har dog medført, at oplaget har måttet reduceres fra ca. 16.000 til ca. 7.000. Bladet udkommer med 20 numre om året.

## Ekstern henvisning
- Katolsk Orientering

| Anime eller manga | Spire Denne artikel om medie og kommunikation er en spire som bør udbygges. Du er velkommen til at hjælpe Wikipedia ved at udvide den. |